# 마츠이 에리코
마츠이 에리코(일본어: 松井 恵理子 まつい えりこ[*], 1989년 3월 8일 ~ )는 일본의 여성 성우. 나고야시 출신. IAM 에이전시 소속.